# Dragomirești, Vaslui
Dragomiresti là một xã thuộc hạt Vaslui, România. Dân số thời điểm năm 2002 là 4893 người.